# June Carter Cash
June Carter Cash   (Maces Spring, 23 de juny de 1929 - Nashville, 15 de maig de 2003) també coneguda com a June Carter, va ser una cantant, compositora, actriu, comediant i filantropa americana. Tocava la guitarra, el banjo, i l'autoarpa, un tipus de cítara. Va ser la segona muller del cantant Johnny Cash.
El març del 1943, juntament amb la seva mare Maybelle i les seves germanes Helen i Anita formen el grup Mother Maybelle & the Carter Sisters, un dels millors grups de country de tots els temps. Malgrat no posseir el talent vocal de les seves germanes, va desenvolupar un do per la comèdia que va tenir molt bona acollida.
El 1950 s'integra al grup Opry format per diversos artistes que feien gires. Aquí la família es feu amiga de Hank Williams, Elvis Presley i Johnny Cash, amb qui comença a establir una complicada relació. Amb la seva fesomia prima, June sovint optava per les actuacions còmiques del grup al costat d'estrelles com Faron Young i Webb Pierce.
Es va casar tres vegades, primer amb el cantant de honky-tonk Carl Smith el 9 de juliol de 1952, del qual es divorcià el 1956. Van tenir una filla: Rebecca Carlene Smith, àlies Carlene Carter. L'11 de novembre de 1957, es va casar amb el camioner Edwin "Rip" Nix amb qui va tenir una filla Rozanna (Rosie Nix Adams). Se'n va divorciar el 1966. Ambdues filles van arribar a ser cantants.
És en aquests moments que actua sovint fent duo amb Johnny Cash. La seva relació es veu afectada per les caigudes de Johnny en la drogoaddicció i la beguda, de les quals se'n surt gràcies a l'ajuda de June i la seva família.
El 1968 es va casar amb Johnny Cash, el seu tercer marit, després que aquest li demanés l'enllaç públicament en un concert. La parella va tenir un fill dos anys més tard, John Carter Cash, també cantant.
El 1967, va guanyar, conjuntament amb Johnny Cash, un premi Grammy a la categoria Best Country & Western Performance, Duet, Trio or Group (vocal or instrumental) per la cançó Jackson. El 1970, van tornar a guanyar una altra vegada en la mateixa categoria amb la cançó If I Were a Carpenter.
El 1999, va guanyar un altre premi Grammy per al seu àlbum Press On. El seu últim àlbum, Wildwood Flower, es va llançar pòstumament el 2003 i va guanyar dos Grammys addicionals. Conté, a més, extractes de la pel·lícula de les sessions d'enregistrament que es van fer a la propietat familiar dels Carter a Hiltons, Virgínia.
June Carter va morir el 15 de maig del 2003 a Nashville, Tennessee, degut a les complicacions que va patir després d'una operació a cor obert. Fou enterrada als Jardins Hendersonville Memory a Hendersonville, Tennessee. Johnny Cash va morir quatre mesos més tard.
Johnny Cash va dir a la seva autobiografia:
June era la meva guia del camí. Em feia alçar quan estava dèbil, m'animava quan em descoratjava, i m'estimava quan estava sol i em sentia desemparat. És la dona més gran que mai he conegut. Ningú més, excepte la meva mare, se li acosta.